# Hourstonius laguna
Hourstonius laguna är en kräftdjursart som först beskrevs av Harold Hall McKinney 1978.  Hourstonius laguna ingår i släktet Hourstonius och familjen Amphilochidae. Inga underarter finns listade i Catalogue of Life.